# Trigonella rechingeri
Trigonella rechingeri är en ärtväxtart som beskrevs av Sirj.. Trigonella rechingeri ingår i släktet trigonellor, och familjen ärtväxter. Inga underarter finns listade i Catalogue of Life.